# خواکیم کایی ساندا
خواکیم کایی ساندا (انگلیسی: Joachim Kayi Sanda؛ زادهٔ ۲۹ نوامبر ۲۰۰۶) بازیکن فوتبال اهل فرانسه است که در حال حاضر برای باشگاه فوتبال ساوت‌همپتون بازی می‌کند. 
وی همچنین در تیم‌های ملی فوتبال زیر ۱۶ سال فرانسه، زیر ۱۷ سال فرانسه و زیر ۱۸ سال فرانسه بازی کرده است.